# Over Holluf
Over Holluf är en tätort i Odense kommun i Region Syddanmark i Danmark. Tätorten har 1 482 invånare (2024). Den ligger på Fyn, cirka 7 kilometer sydost om Odense.